# Szczuroskoczek pustynny
Szczuroskoczek pustynny (Dipodomys deserti) – gatunek ssaka z podrodziny szczuroskoczków (Dipodomyinae) w rodzinie karłomyszowatych (Heteromyidae).

## Zasięg występowania
Szczuroskoczek pustynny występuje w Ameryce Północnej zamieszkując w zależności od podgatunku:
- D. deserti deserti – południowo-zachodnie Stany Zjednoczone i północno-zachodni Meksyk (od środkowo-zachodniej i południowej Nevady i południowo-wschodniego Utah, przez wschodnio-środkową i południowo-wschodnią Kalifornię i zachodnią Arizonę, do północno-wschodniej Kalifornii Dolnej i północno-zachodniej Sonory).
- D. deserti aquilus – południowo-zachodnie Stany Zjednoczone (północno-wschodnia Kalifornia i przylegająca północno-zachodnia Nevada).
- D. deserti arizonae – południowo-zachodnie Stany Zjednoczone (południowo-środkowa Arizona).
- D. deserti sonoriensis – północno-zachodni Meksyk (przybrzeżne równiny zachodniej Sonory).

## Taksonomia
Gatunek po raz pierwszy naukowo opisał w 1887 roku amerykański przyrodnik Frank Stephens nadając mu nazwę Dipodomys deserti. Holotyp pochodził z obszaru 3-4 mi (5–7 km) od i naprzeciwko Hesperia, w hrabstwie San Bernardino, w Kalifornii, w Stanach Zjednoczonych.
Na podstawie analizy sekwencji molekularnych D. deserti jest kladem bazalnym w stosunku do wszystkich innych szczuroskoczków i szacuje się, że oddzielił się od nich 11,4 miliony lat temu. Autorzy Illustrated Checklist of the Mammals of the World rozpoznają cztery podgatunki.

### Etymologia
- Dipodomys: gr. δίποδος dipodos „dwunożny”, od δι- di- „podwójnie”, od δις dis „dwa razy”, od δυο duo „dwa”; πους pous, ποδος podos „stopa”; μυς mus, μυός muos „mysz”[11][12].
- deserti: łac. desertum „pustynia, pustkowie”, od deserere „porzucić”[12].
- aquilus: łac. aquilus „ciemnego koloru”[12].
- arizonae: Arizona, Stany Zjednoczone[12].
- sonoriensis: Sonora, Meksyk[12].

## Morfologia
Długość ciała (bez ogona) 134–155 mm, długość ogona samic 195 mm, samców 201 mm, długość ucha 12–15 mm, długość tylnej stopy 50–58 mm; masa ciała samic 83–141 g, samców 91–148 g.

## Ekologia
Żyje na suchych terenach południowego zachodu, obejmujących między innymi Dolinę Śmierci, Wielką Kotlinę oraz pustynie Mojave i Sonora. Preferuje obszary wydmowe, porośnięte rzadką roślinnością. Zamieszkuje tereny położone do wysokości 1710 m nad poziomem morza.